# Michael Brückner (Politiker, 1871)
Michael Brückner (* 11. März 1871 in Somborn; † 6. April 1936 ebenda) war ein deutscher Unternehmer und Abgeordneter des Provinziallandtages der preußischen Provinz Hessen-Nassau.

## Leben
Michael Brückner war der Sohn des Zieglers Heinrich Brückner und dessen Gemahlin Josepha Bilz. Nach seiner Schulausbildung übernahm er die väterliche Landwirtschaft und die Kalkbrennerei. Er betätigte sich politisch und wurde Mitglied der Christlichen Volkspartei. 1919 kam er als Abgeordneter in den 45. Kurhessischen Kommunallandtages des preußischen Regierungsbezirks Kassel. Aus dessen Mitte wurde er zum Abgeordneten des 14. Provinziallandtages der Provinz Hessen-Nassau. Er blieb jeweils nur für eine Wahlperiode in seinem Amt.